# プレデター2
『プレデター2』（プレデターツー、Predator 2）は、1990年に公開されたSFアクション映画。『プレデター』の続編。配給は20世紀フォックス。

## 概要
近未来のロサンゼルスを舞台に、再び地球に現れた宇宙の狩人プレデターと、その狩りに巻き込まれた警察官が繰り広げる死闘を描く。
本作の舞台は前作のジャングルから市街地へ移った。前作では最後まで謎に包まれていたプレデターの習性が描写され、キャラクター性が付与されている。
映画版とほぼ同じ内容のコミック版（全2冊）が1991年にダークホースコミック社から出版されている。

## ストーリー
1997年、気温が40℃を越える異常気象が続く近未来のロサンゼルスで、ロサンゼルス市警察とコロンビアの麻薬カルテルとの激しい銃撃戦が行われていた。現場に駆けつけたハリガン警部補は、本部長からの待機命令を無視してアジトに突入するが、そこにはすでに惨殺されたカルテル構成員の無数の死体があった。コロンビア人と敵対しブードゥー教を信仰するジャマイカ団が介入したのかとも疑われたが、武器を持った大勢のギャングが短時間で惨殺され、90kgの巨体がロープも梯子も無しに10m上に吊上げられており、現場から立ち去る姿も目撃されていないなど、とても人間業とは思えない異常な現場であった。署に戻ったハリガンは、連邦政府から来た麻薬捜査官のキースに、半ば強引に事件捜査の引き継ぎを命じられる。
そんな中、今度はジャマイカ団のメンバーたちが同じように惨殺される。現場に侵入したハリガンはキースから首を突っ込むなと威圧されるが、この事件がコロンビア人たちが殺された件と同じ怪物の仕業である事や、キース率いる捜査チームが麻薬捜査官ではない事を悟る。その夜、独断で現場検証をしようとしたハリガンだったが、待ち合わせて先に来た相棒のダニーが怪物の犠牲となってしまう。ダニーを死なせた責任により、勝手な捜査をしない事とキースの邪魔をしない事を改めて命令されるハリガンだったが、ダニーの仇を取るべく部下のレオナとランバートと共に独自の捜査を開始する。犠牲となった死体のいくつかは頭蓋骨から背骨にかけてが綺麗に抜かれていた。またダニーが現場で見つけて手に握りしめていた凶器らしき物は地球上にはない素材で作られていた。さらに共同戦線を張ろうとハリガンが面会に行ったジャマイカ団のボス、キング・ウィリーも、直後に怪物の餌食となった。
怪物を追うキースたちが目撃された食肉処理場に向かおうとレオナとランバートは地下鉄に乗るが、その列車もまたその怪物の襲撃を受ける。乗客を逃がすため怪物に勝負を挑むランバートだがあえなく犠牲となり、非常停車した列車から乗客を降ろしたあと現場に引き返したレオナも捕まってしまう。現場に駆け付けたハリガンだが、特定の少人数のみを狙って殺していた今までの現場と違い、一般の乗客も大勢殺される凄惨な大虐殺現場に驚愕。また無事に解放されていたレオナは妊娠していた事が発覚。地下鉄では一般の乗客の多くも護身用の銃を携帯しており、ハリガンは、惨殺犯が武器を持たない者と子供は殺さない特徴を持つ事を悟る。
怪物の追跡を開始するハリガンだが、介入してきたキースらによって捕らえられてしまう。キースはこの際だからとハリガンにすべての真相を語る。この怪物の正体であるプレデターは、10年前に南米某国のジャングルでコマンドー部隊が襲撃された怪事件のモンスターと同一種族で、宇宙から地球へ人間狩りに飛来した異星人だと言うのだ。姿が見えないのはプレデターの持つ迷彩技術で、キース達はそれらの技術を獲得するためにプレデターの生け捕りを目論む政府の特殊部隊だったのである。キース達は調査の結果、プレデターは赤外線しか可視する事が出来ないため、防護服を着て体温を遮断し、照明も紫外線ライトを使えばプレデターから自分たちが見えない事を掴んでいた。さらにプレデターが食事に出入りしている食肉処理場内には放射性の塵を散布しており、これがプレデターの身体に付着すれば光学迷彩を封じる事も出来る。この捕獲作戦がまさに今から実行されるところなのである。しかしこの見通しは甘かった。普段は赤外線を可視するプレデターだがそれはゴーグルのモードのひとつに過ぎず、紫外線を可視する機能も持っていたのだ。キースたちの突入部隊はプレデターの逆襲に遭い全滅。救援に駆けつけたハリガンはプレデターとの対決に挑む事となる。
圧倒的な戦闘能力と強力な武装を誇るプレデターだったが、キースの部隊が散布した塵や、戦闘によって作動したスプリンクラーから降り注いだ水の効果で光学迷彩が機能しなくなると、ハリガンは奮闘してプレデターに重傷を負わせる。そして逃走するプレデターを追跡した先の地下に、謎の宇宙船を発見する。そこで再びプレデターと対峙したハリガンは、ついにプレデターを倒す。しかしそれも束の間、そこへ多数のプレデターが出現。死を覚悟するハリガンだったが、その中の一人が「英雄よ」と賞賛の辞を述べ1715年製の銃を渡すと、全員ハリガンに手を出す事なく去っていった。宇宙船は地球を離脱し、間一髪脱出するハリガン。現場に駆け付けたキースの部下ガーバーは「あと少しだったのに」と悔しがるが、プレデターが大昔から度々地球に飛来している事を知ったハリガンは、「またチャンスはあるさ」とつぶやくのであった。

## キャスト
マイク・ハリガン警部補（Mike Harrigan）
演 - ダニー・グローヴァー
本作の主人公。ロサンゼルス市警所属の刑事。正義感の強い腕利きで功績も多いが、命令無視などの問題行動も多く、劇中ではパトカー数台とバス1台を大破させた経歴が語られている。作中では、プレデターによるギャングの虐殺事件を追う最中、プレデターに部下が殺害されたことで仇討ちを決意する。高所恐怖症。
劇中で使用した銃器は大型レーザーサイト付きのデザートイーグル、ソードオフ型のベネリM1、M203付きのM653。車のトランクを武器庫として使用しており、大小多数の銃（ハンドガンは、軍隊並みの武装をしたギャングには「小さ過ぎる」と判断される場面がある）、硬板を追加できる防弾チョッキなどを収納している。
フルネームはマイケル・R・ハリガン（Michael R. Harrigan）である事が、作中のパソコン画面に表示されている。
ピーター・キース特別捜査官（Peter Keyes）
演 - ゲイリー・ビジー
政府の密令によりロサンゼルス市警に麻薬捜査官として出向した特別捜査チームのリーダー。虐殺事件について捜査しておりハリガンらの介入を頑なに拒む。
しかし麻薬捜査官とは表向きで、本当はプレデター捕獲のために派遣された特殊部隊であり、終盤にその正体をハリガンに明らかにした。プレデターに姿を消させない策や、逆に自分たちの姿がプレデターから見えない策など、万全の態勢でプレデター捕獲作戦を実行するが、それを見破ったプレデターから逆に奇襲を受け突入チームは全滅。自身はプラズマキャノンでの攻撃を受けて重傷を負いながらも戦線に復帰。プレデターを液体窒素で攻撃するが、最後はプレデターが放ったスマートディスクで体を真っ二つにされて死亡する。
ダニー・アーチュリータ（Danny Archuleta）
演 - ルーベン・ブラデス
ロサンゼルス市警所属の腕利き刑事。ハリガンとは15年来の付き合いでカナディアンネックレスとハンチング帽がトレードマーク。ハリガンからは「ダニーボーイ」と呼ばれることがある。装備はタクティカルライト付きのS&W M4506。
プレデターの2回目の襲撃が起きたペントハウスの梁に突き刺さったスピアガンの弾体を回収していた際にプレデターに遭遇、銃で応戦したため殺害された。直接描写は無いが、医師の検死解剖でリストブレイドによる刺殺であったことが判明している。
レオナ・キャントレル（Leona Cantrell）
演 - マリア・コンチータ・アロンゾ
ロサンゼルス市警所属の女性刑事で、ハリガンのチームの紅一点。男勝りな性格の持ち主。
装備はジェリーと同様、レーザーサイト付きSIG SAUER P226
地下鉄でプレデターに襲撃されるも、妊娠していたため、プレデターのルールとして殺害を免れる。
ジェリー・ランバート（Jerry Lambert）
演 - ビル・パクストン
ニューヨークから配属された若手刑事。お調子者でいつも軽口を叩いたりナンパをしたりだが、尾行捜査を得意とするなど刑事としては優秀で、ニューヨーク市警ではローン・レンジャーの異名で呼ばれていた。ゴルフが趣味らしく常時ポケットの中にゴルフボールを1つ入れている。（最初の登場シーンでゴルフの話で女性署員を口説いている）
装備はレーザーサイト付きのSIG SAUER P226ニッケルメッキ仕様。
レオナと共に地下鉄を使ってハリガンとの合流地点へ向かう最中にプレデターの襲撃に遭い、乗客を避難させる為に単身囮となってプレデターと対峙。弾を撃ち尽くしたため、最後は同乗していたギャングのマチェテを拾ってプレデターに切り掛るも返り討ちに遭い死亡。
その後、死体は一度電車の中で逆さ吊りにされた後プレデターに持ち去られ、地下鉄構内で背骨と頭蓋骨を引き抜かれてしまう。
DVD等のパッケージでプレデターが持っている血まみれの人骨はジェリーのものである。
フィル・ハイネマン本部長（Phil Heinemann）
演 - ロバート・ダヴィ
ロサンゼルス市警の最高責任者。命令無視を繰り返すハリガンに頭を悩ませるが、彼の優秀さも理解しており、処分が軽減されるように計らっている。
B・ピルグリム署長（B. Pilgrim）
演 - ケント・マッコード
ハイネマンに次ぐLA市警のトップ。ハリガンの良き理解者。
アダム・ガーバー（Adam Garber）
演 - アダム・ボールドウィン
キースの右腕的存在。プレデター捕獲作戦では指揮車での管制任務を担当し、プレデターの居場所を無線でキースに伝えていた。しかしプレデターが突入チームに気付いたような動きを見せると、想定外の展開にパニックで硬直、キースたちに伝達出来ずチームを全滅させてしまう。終盤にプレデターたちの宇宙船が去った現場へ駆けつけるが、すべては終わった後であった。
トニー・ポープ（Tony Pope）
演 - モートン・ダウニーJr.
犯罪報道番組「HARD CORE」のアナウンサー。
報道規制されている現場に無断で忍び込む、抗争事件の死亡者を「人間のクズ」と呼ぶ、放送中に休暇で不在の市長に罵声を浴びせるといった報道倫理を軽々しく無視する非常識な人間。レオナ曰く「血の匂いを嗅ぎつけてやって来る男」。
地下鉄での殺戮事件でジェリーを殺され、レオナも殺されかけたことで怒りを露にしたハリガンに向かって笑いながら「お仲間が死んだってね？」と尋ねた際に担いでいたカメラごとハリガンに殴り倒された。
キング・ウィリー（King Willie）
演 - カルヴィン・ロックハート
ロサンゼルスを牛耳る麻薬犯罪組織「ジャマイカ団」のボス。ブードゥー教の聖者であり、占いを基にプレデターの素姓を分析する。共同戦線を申し込みに来たハリガンと面会した直後にプレデターの襲撃を受け、仕込み杖を構えるも殺害された。首は持ち去られ、その頭蓋骨は宇宙船内に飾っているトロフィーにされた。
エル・スコルピオ（El Scorpio）
演 - ヘンリー・キンジ
「ジャマイカ団」と対立するコロンビア系麻薬犯罪組織「スコルピオ団」のメンバー。作中冒頭、他のメンバーと共に警察との熾烈な銃撃戦を展開する。弾薬補充のため、立て籠もった際にプレデターの襲撃を受け、自身以外は虐殺される。命からがら屋上まで逃亡するが、ハリガンに撃たれ転落死する。
ラモン・ヴェガ（Ramon Vega）
演 - コリー・ランド
「スコルピオ団」のボスで、イースト・ロサンゼルスの麻薬王。自宅にてジャマイカ団の襲撃に遭い、心臓を取り出され命を落とす。
ゴールド・トゥース（Gold Tooth）
演 - マイケル・マーク・エドモンドソン
「ジャマイカ団」のメンバー。ヴェガの殺害に成功するも、その場に現れたプレデターによって他のメンバー共々殺害される。
イレーネ・エドワーズ（Irene Edwards）
演 - リリアン・ショーヴァン
監察医長。ハリガンの依頼でダニーが握り締めていたスピアガンの弾体を検査し、未知の材質で作られていることを告げる。
プレデター（Predator）
演 - ケヴィン・ピーター・ホール、ハル・レイル（声）
シリーズ内の個体区別の都合上、「プレデター・ハンター」と呼ばれているケースが多い。映画シリーズでのプレデター内で人間の殺害数は最多である。

## スタッフ
- 監督 - スティーヴン・ホプキンス
- 製作総指揮 - マイケル・レヴィ、ロイド・レヴィン
- 製作 - ローレンス・ゴードン、ジョエル・シルバー、ジョン・デイヴィス
- 脚本 - ジム・トーマス、ジョン・C・トーマス
- 音楽 - アラン・シルヴェストリ
- 撮影 - ピーター・レヴィ
- 編集 - マーク・ゴールドブラット

## 日本語吹替
| 役名                       | 俳優                             | 日本語吹替                        | 日本語吹替 |
| 役名                       | 俳優                             | ソフト版                          | テレビ朝日版 |
| -------------------------- | -------------------------------- | --------------------------------- | --- |
| マイク・ハリガン警部補     | ダニー・グローヴァー             | 内海賢二                          | 池田勝 |
| ピーター・キース捜査官     | ゲイリー・ビジー                 | 大塚芳忠                          | 樋浦勉 |
| ダニー・アーチュリータ刑事 | ルーベン・ブラデス               | 沢木郁也                          | 牛山茂 |
| レオナ・カントレル刑事     | マリア・コンチータ・アロンゾ     | 戸田恵子                          | 佐藤しのぶ |
| ジェリー・ランバート刑事   | ビル・パクストン                 | 江原正士                          | 江原正士 |
| フィル・ハイネマン副本部長 | ロバート・ダヴィ                 | 玄田哲章                          | 屋良有作 |
| ピルグリム署長             | ケント・マッコード               | 大塚明夫                          | 田中正彦 |
| トニー・ポープ             | モートン・ダウニー・Jr           | 池田勝                            | 朝戸鉄也 |
| ガーバー                   | アダム・ボールドウィン           | 梅津秀行                          | 大塚芳忠 |
| キング・ウィリー           | カルヴィン・ロックハート         | 掛川裕彦                          | 大友龍三郎 |
| プレデター                 | ケヴィン・ピーター・ホール       | 郷里大輔                          | 大友龍三郎 |
| 巡査部長                   | スティーブ・カーン               | 有本欽隆                          | 水野龍司 |
| イレーネ・エドワーズ博士   | リリアン・ショーヴァン           | さとうあい                        | 来宮良子 |
| エル・スコルピオ           | ヘンリー・キンジ                 | 滝雅也                            | 仲野裕 |
| ゴールド・トゥース         | マイケル・マーク・エドモンドソン | 中村秀利                          | 宝亀克寿 |
| ラモン・ヴェガ             | コリー・ランド                   | 辻親八                            | 星野充昭 |
| ブライアン                 | ブライアン・レヴィンソン         | 亀井芳子                          | 大谷育江 |
| ルース                     | シルヴィア・コーダーズ           | さとうあい                        | 竹口安芸子 |
| 役不明またはその他         | N/A                              | 中田和宏 滝沢ロコ 江森浩子        | 喜田あゆみ 島田敏 さとうあい 長島雄一 鈴木勝美 野沢由香里 湯屋敦子 坂東尚樹 松本大 天田益男 相沢正輝 中田和宏 津村まこと |
| 日本語版制作スタッフ       |                                  |                                   | |
| 演出                       | 演出                             | 山田悦司                          | 蕨南勝之 |
| 翻訳                       | 翻訳                             | 岡枝慎二（字幕） 平田勝茂（吹替） | 岡枝慎二（字幕） 平田勝茂（吹替）                                                                                        |
| 効果                       | 効果                             |                                   | リレーション |
| 効果                       | 効果                             | 遠西勝三                          | 山田太平 |
| 録音                       | 録音                             |                                   | ニュージャパンスタジオ                                                                                                   |
| 編集                       | 編集                             |                                   | ムービーテレビジョン |
| 制作                       | 制作                             | テレビハウス                      | ムービーテレビジョン |
| 初回放送                   | 初回放送                         |                                   | 1994年10月16日 21:02-22:54 『日曜洋画劇場』 本編102分                                                                    |

- テレビ朝日版の吹き替えは以降、『ゴールデン洋画劇場』等でも度々放送された。
- 収穫した人間の頭部を加工するシーン等がカットされた他、黒人差別的なセリフの翻訳が代替表現に差し替えられた。

※20世紀フォックス ホーム エンターテイメント ジャパンの「吹替の帝王」シリーズ第15弾として、上記の全2種類の吹替版を収録したBlu-ray Disc「プレデター2 日本語吹替完全版 コレクターズ・ブルーレイボックス」が2018年12月5日に発売された。特典としてテレビ朝日版吹替台本1冊とソフト版でピーター・キース捜査官、テレビ朝日版でガーバーを演じた大塚芳忠のインタビュー集が付属している。

## 地上波放送履歴
| 回数 | 放送日         | 放送時間    | 放送局     | 番組枠             | 吹替         |
| ---- | -------------- | ----------- | ---------- | ------------------ | ------------ |
| 1    | 1994年10月16日 | 21:02-22:54 | テレビ朝日 | 日曜洋画劇場       | テレビ朝日版 |
| 2    | 1996年7月27日  | 20:59-22:54 | フジテレビ | ゴールデン洋画劇場 | テレビ朝日版 |
| 3    | 1997年11月22日 | 21:00-22:54 | フジテレビ | ゴールデン洋画劇場 | テレビ朝日版 |
| 4    | 1999年7月25日  | 21:02-22:54 | テレビ朝日 | 日曜洋画劇場       | テレビ朝日版 |
| 5    | 2002年5月11日  | 21:00-22:54 | フジテレビ | ゴールデンシアター | テレビ朝日版 |
| 6    | 2004年11月26日 | 21:03-22:54 | 日本テレビ | 金曜ロードショー   | テレビ朝日版 |
| 7    | 2006年10月19日 | 21:00-22:54 | テレビ東京 | 木曜洋画劇場       | テレビ朝日版 |
| 8    | 2008年11月30日 | 21:00-22:54 | テレビ朝日 | 日曜洋画劇場       | テレビ朝日版 |
| 9    | 2010年7月8日   | 13:30-15:30 | テレビ東京 | 午後のロードショー | テレビ朝日版 |

## エピソード・その他
本作は麻薬カルテルの犯罪が多発するカリフォルニア州ロサンゼルス市を舞台としておりギャングと警察の銃撃、及びプレデター・ハンターが跋扈する最中に市長は休暇で不在という設定になっている。前作との関連性は薄いものの、前作のシュワルツェネッガー演じるシェイファー少佐とプレデターとの戦いが、過去にあった事が映像で語られ、同一の世界観である事が示唆されている。
なお、ダークホースコミック社から1989年から1990年に描かれたコミックと小説の『プレデター: コンクリート・ジャングル』は『プレデター2』が製作される前に出版されているが、映画の前作『プレデター』の続編として描かれたものである。最初はニューヨーク市を舞台にアーノルド・シュワルツェネッガーのダッチ・シェイファーがプレデターと対決するという内容で描こうと計画していた。しかし、アーノルド・シュワルツェネッガーが続編企画の段階で映画の脚本を提示された段階で2の出演に難色を示した為、『プレデター』の続編企画は停止状態になり、映画の続編企画が遅れているその間に、ダークホースコミック社は主人公をダッチからダッチの弟に変更して、続編という位置づけで『プレデター2』が製作される前に『プレデター: コンクリート・ジャングル』を出版した。『プレデター: コンクリート・ジャングル』を描いたダークホースコミックの漫画家クリス・ワーナーは映画『プレデター2』は『プレデター: コンクリート・ジャングル』とプロットがほとんど同一で、少なからずとも影響が絶対にあるとインタビューで述べている。
本作終盤に登場するプレデターの宇宙船内には、様々な頭蓋骨がトロフィーとして飾られており、その中にエイリアンの頭骨もある。後年製作された『エイリアンVSプレデター』の監督、脚本を務めたポール・W・S・アンダーソンは「あの船内の頭骨が重要なヒントだった」と発言している。
終盤、プレデターの長老がハリガン刑事に1715年製の初期火打銃・フリントロック式銃を渡すが、これは凶悪で野蛮な海賊として恐れられ、1718年にバミューダ海域で失踪したラファエル・アドリーニが持っていた銃であることが判明した。このシーンを元にダークホースコミック社（en:Dark Horse Comics）から『プレデター: 1718』というコミック（1996年）と短編小説（1997年）のスピンアウト作品が出版されている。
終盤に出現するプレデター集団のスーツアクターとして当時のロサンゼルス・レイカーズの選手がサプライズとして登場していることがメイキング映像で語られている。
劇中、麻薬売買組織「ジャマイカ・ブードゥー団」の名が字幕スーパーでは登場するが、DVD/BD吹き替え版では「ジャマイカ」の部分がカットされている。またプレデターが、ジャマイカ・ブードゥー団のボス＝キング・ウイリーの首を狩り獲った後、その頭部から皮と肉・内容物を除去し、頭蓋骨をグラインダーのような器具で磨き上げるシーンがあるが、地上波放送ではこの箇所はカットされている(例外有)。序盤には全裸の女性が逃げ惑うシーンがあるものの、こちらは下半身に映像処理を施した形で放映された。
ダニー・グローヴァーとゲイリー・ビジーは『リーサル・ウェポン』以来の共演である。